# Pervomajsk (Oblast' di Nižnij Novgorod)
Pervomajsk (in russo Первомайск?) è una città della Russia europea centro-orientale, nell'oblast' di Nižnij Novgorod, centro amministrativo dell'omonimo circondario urbano. Fino al 2012 era capoluogo del rajon Pervomajskij.
Sorge lungo la linea ferroviaria Saransk - Nižnij Novgorod e dista circa 190 km da Nižnij Novgorod. Fondata nel XIX secolo, ha ricevuto lo status di città nel 1951,